# Juana Julia Guzmán
Juana Julia Guzmán (Corozal, 1892 - 1975) fue una feminista y activista colombiana de la lucha campesina de comienzos del siglo XX. Por su influencia se crearon liderazgos locales contra la opresión de latifundistas, empresarios, ganaderos y élites políticas.

## Biografía
Nació en la costa Caribe de Colombia en el año de 1892. No pudo asistir a la escuela y comenzó a trabajar desde los 12 años como clasificadora de hojas de tabaco.
En Montería, buscó al dirigente italiano Vicente Adamo sobre el cual ejerció gran influencia. Organizó a las mujeres de esta capital y fundó un hospital socialista, una escuela obrera y una biblioteca popular.

### Redención de la Mujer,sociedad de obreras
En 1919 Guzmán creó Sociedad de Obreras Redención de la Mujer conformada por vendedoras callejeras, del mercado, empleadas domésticas y lavanderas, las cuales, entre otras cosas participaron en las luchas por la reivindicación de la tierra. En esta sociedad participaron varias lideresas de la región, "como Ana Francisca (Pacha) Ferias, Agustina Medrano, Mercedes Vidal, entre otras lideresas campesinas trabajadoras".
Según las palabras de la misma Juana Julia se trataba de reivindicarse como mujeres, pues vivían en un estado de explotación en el que golpeaban y maltrataban a las sirvientas. Organizaban reuniones martes y sábados para enseñarlas a defenderse y a enseñarles que no podían enviarlas a prisión por tener deudas. Guzmán "iba a la alcaldía a defenderlas pidiendo: traiga acá el libro de cuentas, muéstreme a ver en qué se apuntó esa deuda. Siendo que ellas, no tienen zapatos ni nada, ¿cómo pueden deber todo eso? ¡Claro! Diez que te di y diez que te voy a dar son tanto: eso era lo que figuraba en tales libros"

### Baluarte Rojo,recuperación de la tierra
En 1918 Adamo y Guzmán crean la organización del Baluarte Rojo de Lomagrande en la que participa Guzmán.  Este espacio de lucha y defensa de los derechos de colonos, campesinos y trabajadores de la tierra no tuvo una historia de paz, pues detrás de cada hacendado estaba el Estado. No obstante, este movimiento "repercutió en todo el país y trajo la formación de Ligas Campesinas en una serie de regiones: en Boyacá, en la región de Moniquirá; en el Tolima, en la región del Líbano; en Cundinamarca dio comienzo el movimiento del Nilo y empezó, desde entonces, el movimiento campesino por los lados de Viotá".

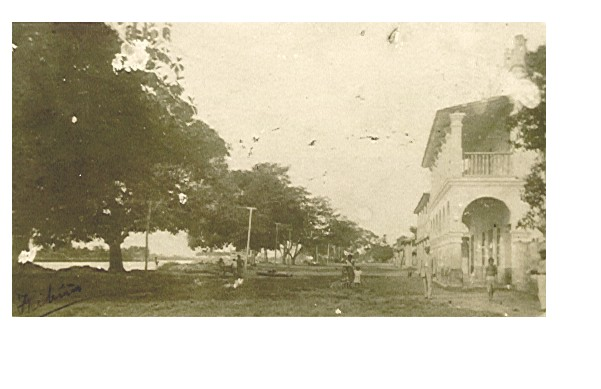
Avenida principal de Montería en foto histórica

En esta misma línea, en lo que en el siglo XXI es el departamento de Córdoba, "los campesinos ocuparon tierras y fundaron colonias agrícolas autónomas en Loma Grande, Canalete y Callejas; bajo la dirección de Adamo, la misma Juana Julia y otros dirigentes locales (influyendo así), en una dinámica nacional de sociedades campesinas cada vez más fuertes en sus reclamaciones".
El 7 de septiembre de 1921 se inició el desalojo policial de "Baluarte Rojo" de Loma-Grande (Montería) y todos, menos seis de los pequeños colonos tuvieron que salirse de sus tierras amenazados por los terratenientes. De las 175 familias originales, hoy apenas quedan algunas casitas del viejo Baluarte Rojo que fundara Adamo, todas ahogadas por los potreros de las familias monterianas de Kerguelén y Giraldo, cuyas cercas llegan hasta los patios de las chozas. El latifundio ganadero gozó aquí de su violenta orgía y se quedó con todo, impune y soberbio. El saldo fue de cuatro campesinos y un teniente de policía muertos y presos Adamo y Guzmán.
Cuando expulsaron a Adamo del país, Guzmán quedó al frente de organizaciones de hombres y mujeres y a pesar de los ataques en su contra, logró defenderse con la ley gracias a la ayuda del abogado Miguel Pastrana "que a cada rato apelaba a la Ley 200 (de 1936) y a que el título del campesino era el hacha y el machete."  Una noche la pusieron en un cepo del que la rescataron sus compañeros Julián Díaz y Zenón Bonilla aunque después fue perseguida por las órdenes del teniente Torralvo quien había enviado a un civil "a buscar una lata de gasolina para echármela a los pies y prenderme viva", según recuerda Guzmán. La escena de violencia era un denominador común: "Habían hecho tantos crímenes ahí, puesto que se veía la sangre en el patio de gente que después tiraban al caño". Salió de la inminencia de la cárcel con el apoyo de sus compañeros que pagaron la multa. 

### ANUC,asociación de campesinos
En 1970, con 80 años, seguía dando asesorías en la Asociación Nacional de Usuarios Campesinos (ANUC), y en un testimonio un campesino la recuerda como una "señora ya viejita" que les contaba cómo fueron las invasiones en la década del 50, la "época de las recuperaciones" quien les daba importantes lecciones sobre cómo comportarse cuando iban a invadir, tanto así, que la recuerda en "la toma a la hacienda La Ceibita cerca a Cereté, cuando ella nos acompañó y nos enseñó desde su experiencia".

## Muerte
En 1975, a los 85 años de edad, murió Juana Julia Guzmán. La muerte la encontró “en el ranchito de paja del barrio Granada (Montería) que compartía con la lavandera y cocinera Ana Méndez”. Sin embargo su vida "dejó un legado social e histórico importante en la iniciación y consolidación de diferentes procesos de reivindicaciones campesinas, laborales y feministas de acceso a la tierra en el Caribe colombiano a inicios del siglo XX". La llamaron «robatierra», y a sus seguidores «maricones» (por permitir el mando de una mujer); sin embargo, su respuesta a estos ataques dice mucho de lo que significó su lucha:  «el cobarde no hace historia».